# Колдовство 9: Горькая плоть
Колдовство 9: Горькая плоть (англ. Witchcraft IX: Bitter Flesh) — девятый фильм из серии фильмов ужасов под названием Колдовство. Премьера в США состоялась 29 мая 1997 года сразу на VHS, режиссером фильма выступил Майкл Пол Джирард. Является сиквелом фильма Колдовство 7: Час расплаты и приквелом к фильму Колдовство 10: Повелительница.

## Сюжет
Призрак Уильяма Спаннера ищет любого, кто сможет с ним общаться. Он находит Шейлу, женщину, которая приобрела экстрасенсорные способности после автомобильной аварии. Спаннер должен защитить подругу Кели, так-как человек, с которым она живет, самозванец. 
Тем временем, детективы департамента полиции Лос-Анджелеса Лутц и Гарнер понимают, что у них на руках не обычный серийный убийца, когда они раскрывают серию убийств красивых молодых женщин с частично съеденными телами. В это же время проститутка рассказывает истории о злых колдунах и ведьмах, и полицейские начинают подозревать, что убийца - не просто псих, а сверхъестественный человек в капюшоне.
Лутц, Гарнер и Уил в теле Шейлы сходятся во мнении, что человек в капюшоне собирается сделать что-то плохое с Кели и пытаются это предотвратить.

## Связь с другими фильмами серии
Действие фильма начинается сразу после событий фильма седьмого фильма. Восьмой фильм серии является полностью самостоятельным фильмом. Детективы Лутц и Гарнер, Спаннер и Кели возвращаются в серию после отсутствия в предыдущем фильме.

## Критика
Фильм получил негативную реакцию критиков.
AV Club считает, что с этого фильма серия уже точно начала сдавать позиции.
Life Between Frames отметил, что в фильме ничего особенного для продвижения сюжета не происходит.
Кевин Метьюз находит сценарий написанный Стивеном Даунингом глупым. Так-же он отметил что, актерская игра ужасна почти у всех на экране и дал фильму оценку 3/10.
International Syndicate of Cult Film Critics считает фильм довольно скучным, без каких-либо интересных сюжетных поворотов.

## В ролях
- Лэндон Холл — Шейла
- Дэвид Бернс — Уилл Спаннер
- Джулиус Антонио — Джек/Кофу
- Стефани Битон — детектив Люси Лутц
- Микул Робинс — детектив Гарнер
- Лия Кортне Баллантайн — Кели
- Жозеф Хаггерти — Фонтана
- Кристиан Мальмин — Джон
- Алисса Лобит — труп проститутки
- Джейми Мойер

## Производство
Производством фильма занималась компания Marketing Media Corporation. Съёмки фильма прходили в Лос-Анджелесе, Калифорния, США. К своей роли Уильяма Спанера вернулся Дэвид Бернс. 

### Технические данные
- Формат — NTSC (1.33:1)
- Звук — ИКМ Стерео

## Релиз
Премьера фильма на VHS состаялась 29 мая 1997 года, дистрибьюцией занималась компания Vista Street Entertainment. Переиздание на DVD состоялось 6 мая 1998 года, дистрибьюцией занималась компания Simitar Entertainment